# غور العاصی
غور العاصی (به عربی: غور العاصی) یک منطقهٔ مسکونی در سوریه است که در استان حما واقع شده‌است.

## خصوصیات
غور العاصی  ۲٬۰۳۳ نفر جمعیت دارد.